# Liste des députés européens de Grèce de la 6e législature
Cet article présente la liste des députés européens élus en Grèce de la mandature 2004-2009, élus lors des Élections européennes de 2004 en Grèce.
| Nom                                                                                                 | Liste                             | Groupe parlementaire européen |
| --------------------------------------------------------------------------------------------------- | --------------------------------- | ----------------------------- |
| Giorgos Dimitrakopoulos                                                                             | Nouvelle Démocratie               | PPE-DE                        |
| Ioannis Gklavakis                                                                                   | Nouvelle Démocratie               | PPE-DE                        |
| Kostis Hadjidakis (jusqu'en octobre 2007) Emmanuel Angelakas (pl) (à partir d'octobre 2007)         | Nouvelle Démocratie               | PPE-DE                        |
| Rodi Kratsa-Tsagaropoulou                                                                           | Nouvelle Démocratie               | PPE-DE                        |
| Manolis Mavrommatis (en)                                                                            | Nouvelle Démocratie               | PPE-DE                        |
| Marie Panayotopoulos-Cassiotou (en)                                                                 | Nouvelle Démocratie               | PPE-DE                        |
| Georgios Papastamkos                                                                                | Nouvelle Démocratie               | PPE-DE                        |
| Antonis Samaras (jusqu'en octobre 2007) Margarítis Schinás (à partir d'octobre 2007)                | Nouvelle Démocratie               | PPE-DE                        |
| Antonios Trakatellis                                                                                | Nouvelle Démocratie               | PPE-DE                        |
| Nikos Vakalis (en)                                                                                  | Nouvelle Démocratie               | PPE-DE                        |
| Ioannis Varvitsiotis                                                                                | Nouvelle Démocratie               | PPE-DE                        |
| Stávros Arnaoutákis                                                                                 | PASOK                             | PSE                           |
| Aikaterini Batzeli                                                                                  | PASOK                             | PSE                           |
| Panagiotis Beglitis (jusqu'en octobre 2007) Anni Podimata (à partir d'octobre 2007)                 | PASOK                             | PSE                           |
| Stavros Lambrinidis                                                                                 | PASOK                             | PSE                           |
| Maria Matsouka (en)                                                                                 | PASOK                             | PSE                           |
| Nikolaos Sifounakis (jusqu'en octobre 2007) Costas Botopoulos (el) (à partir d'octobre 2007)        | PASOK                             | PSE                           |
| Evangelía Tzambázi                                                                                  | PASOK                             | PSE                           |
| Mariliza Xenogiannakopoulou (jusqu'en octobre 2007) Maria-Eleni Koppa (à partir d'octobre 2007)     | PASOK                             | PSE                           |
| Diamanto Manolakou (jusqu'au 3 juin 2008) Costas Droutsas (en) (à partir du 3 juin 2008)            | Parti communiste de Grèce (KKE)   | GUE/NGL                       |
| Thanassis Pafilis                                                                                   | Parti communiste de Grèce (KKE)   | GUE/NGL                       |
| Giorgos Toussas                                                                                     | Parti communiste de Grèce (KKE)   | GUE/NGL                       |
| Dimitrios Papadimoulis                                                                              | Synaspismós                       | GUE/NGL                       |
| Georgios Karatzaferis (en) (jusqu'en octobre 2007) Georgios Georgiou (pl) (à partir d'octobre 2007) | Alerte populaire orthodoxe (LAOS) | IND/DEM                       |